# الكنيسة (بني سويف)
قرية الكنيسة هي إحدى القرى التابعة لمركز الفشن في محافظة بني سويف في جمهورية مصر العربية. حسب إحصاءات سنة 2006، بلغ إجمالي السكان في الكنيسة 3581 نسمة، منهم 1891 رجل و1690 امرأة.